# Kvazigrupa
|               | Asociativita | Neutrální prvek | Inverzní prvek | Komutativita |
| ------------- | ------------ | --------------- | -------------- | ------------ |
| Abelova grupa | Ano          | Ano             | Ano            | Ano          |
| Grupa         | Ano          | Ano             | Ano            | Ne           |
| Monoid        | Ano          | Ano             | Ne             | Ne           |
| Pologrupa     | Ano          | Ne              | Ne             | Ne           |
| Lupa          | Ne           | Ano             | Ano            | Ne           |
| Kvazigrupa    | Ne           | Ne              | Ano            | Ne           |
| Grupoid       | Ne           | Ne              | Ne             | Ne           |

Schéma vztahů mezi algebraickými strukturami. Výchozí je grupoid (anglicky magma) s jednou uzavřenou operací. Přidáváním dalších podmínek vznikají např. pologrupa (semigroup) a kvazigrupa (quasigroup).

Kvazigrupa je v matematice taková algebraická struktura s jednou binární operací, která je grupoidem a ve které je navíc možné jednoznačně dělit. Na rozdíl od grupy nemusí být operace asociativní a nemusí existovat neutrální prvek. Kvazigrupa s neutrálním prvkem se nazývá lupa.
Tabulky konečných kvazigrup odpovídají latinským čtvercům.

## Formální definice
Kvazigrupa (Q,*) je taková množina Q s binární operací *, že pro každé a a b z Q existují jednoznačně určená x a y z Q, že platí:
- a*x = b ;
- y*a = b .

Jinými slovy: Pro dva prvky a a b, můžeme hodnotu b najít v řádku a a sloupci a tabulky skládání prvků kvazigrupy Q pro operaci *, tzv. Cayleyovy tabulky kvazigrupy. 

Jedinečná řešení těchto dvou rovnic jsou x = a\b y = b/a. Operace \ a / se nazývají levé a pravé dělení.

## Lupa
Lupa je kvazigrupa, která obsahuje neutrální prvek (identitu). Je-li n neutrálním prvkem kvazigrupy Q, platí:

x * n = x = n * x, pro každé x z Q.
Z toho plyne, že neutrální prvek n je pro každý prvek z Q stejný, a že každý prvek z Q má jedinečný neutrální inverzní prvek zprava a zleva.
Lupa Moufangové splňuje identitu Moufangové:
(x * y) * (z * x) = x * ((y * z) * x).

## Příklady
- Každá grupa je lupa, protože platí: a * x = b, právě a pouze tehdy, když x = a−1 * b, a y * a = b právě a pouze tehdy, když y = b * a−1.
- Celá čísla Z s operací odčítání tvoří kvazigrupu.
- Nenulová racionální nebo reálná čísla s operací dělení tvoří kvazigrupu.
- Každá grupa je zároveň kvazigrupa.
- Jakýkoli vektorový prostor nad tělesem s charakteristikou různou od čísla 2 tvoří idempotentní komutativní kvazigrupu s operací x * y = (x + y) / 2.
- Nenulové oktoniony spolu s násobením tvoří neasociativní lupu. Oktoniony jsou speciálním případem lupy, které se říká lupa Moufangové.

## Vlastnosti
Kvazigrupy mají vlastnost krácení: Jestliže ab=ac, pak b=c. To vyplývá z jedinečnosti levého dělení ab nebo ac prvkem a. Obdobně ba=ca, pak b=c.
Zobrazení násobení
Definici kvazigrupy Q můžeme upravit na zobrazení levého a pravého násobení L(x), R(x): Q→Q, která jsou definována:
L(x)y=xy, R(x)y=yx
Definice říká, že obě zobrazení jsou bijekcemi množiny Q do sebesama.
Grupoid Q je kvazigrupou právě tehdy, když tato všechna zobrazení, pro každé x ∈ Q, jsou bijektivní.
Inverzní zobrazení pravého a levého dělení jsou potom zapsána:
L(x)−1y=x\y, R(x)−1y=y\x
V tomto zápisu jsou neutrální prvky mezi operacemi násobení a dělení kvazigrupy, kde 1 označuje neutrální prvek zobrazování na Q:
L(x)L(x)−1=1
L(x)−1L(x)=1
R(x)R(x)−1=1
R(x)−1R(x)=1

Latinské čtverce
Je-li Q konečná řádu n, potom Caleyho (multiplikativní) tabulka Q tvoří latinský čtverec n×n tj. čtverec vyplněný čísly z množiny {1,…,n} tak, že v každém řádku a sloupci se žádná dvě čísla neopakují.